# آناهیت توپچیان
آناهید کاراپتی توپچیان (ارمنی: Անահիտ Կարապետի Թոփչյան؛ زادهٔ ۲۱ اوت ۱۹۴۷ - درگذشته ۲۰ سپتامبر ۲۰۲۱)، مترجم، هنرپیشه تئاتر و سینما و نویسنده اهل ارمنستان بود. وی در ۲۱ اوت ۱۹۴۷ در آرتیک به دنیا آمد و در سال ۱۹۷۱ از دانشگاه دولتی ایروان فارغ‌التحصیل شد. وی همچنین برندهٔ جوایزی همچون هنرمند شایسته ارمنستان شوروی (۱۹۸۷) شده است. از سال ۱۹۶۷ تا ۱۹۹۱ در تئاتر نمایشی هراچیا غاپلانیان فعالیت می‌کرد. وی از سال ۱۹۹۸ عضو اتحادیه نویسندگان ارمنستان است.

## زندگی‌نامه
آناهیت توپچیان در۲۱ اوت ۱۹۴۷ در شهر آرتیک دیده به جهان گشود. تحصیلات آکادمیک وی در رشته زبان‌شناسی روسی در دانشگاه دولتی ایروان و به سال ۱۹۶۵ آغاز شد. دو سال بعد، یعنی در ۱۹۶۷م و هم‌زمان با رشته زبان‌شناسی روسی دانشگاه ایروان، آناهیت توپچیان در کنسرواتوار هنرهای دراماتیک ایروان ثبت نام کرد و در ۱۹۷۱م هر دو رشته را هم‌زمان به پایان رساند و فوق‌لیسانس زبان‌شناسی روسی دانشگاه ایروان و دیپلم عالی هنرهای دراماتیک کنسرواتوار ایروان را دریافت کرد. آناهیت از همان نخستین سال‌های هنرجویی کنسرواتوار، استعداد درخشان خود را با بازی در نمایشنامه‌های شکسپیر و ایفای نقش‌های سنگین و دشوار نشان داد و بدین سان تولد هنرمندی توانا را نوید داد. نقش دشوار ملکه گرترود، مادر هملت در نمایشنامه شکسپیر از نخستین نقش‌هایی بود که به آناهیت توپچیان سپرده شد و او این نقش را بسیار ماهرانه بازی کرد و توجه صاحب‌نظران ارمنی و روسی تئاتر را جلب کرد. پس از آن بود که آناهیت در نقش ملکه الیزابت در نمایشنامه هانری ششم اثر شکسپیر ظاهر شد. بازی استادانه هنرمند جوانی همچون آناهیت توپچیان در این نقش، که به زبان روسی نیز تسلط کافی داشت، به ویژه مورد توجه استادان روسی تئاتر در اتحاد شوروی قرار گرفت و ماهنامه تئاتر در اتحاد شوروی، که به زبان‌های روسی، فرانسه، انگیسی، آلمانی و حتی چینی منتشر می‌شد، به معرفی او پرداخت. آناهیت توپچیان در فاصله سال‌های ۱۹۶۷–۱۹۹۱م، یعنی استقلال ارمنستان در بیش از شصت نمایشنامه از آثار مؤلفان ارمنی، روسی، اروپایی و آمریکایی بازی کرد. در ۱۹۸۸م به پاس خدمات صادقانه و هنرمندانه وی، جایزه روبن سواگ به او اهدا شد و به عنوان هنرمند مردمی ارمنستان از او تجلیل به عمل آمد.
مهم‌ترین نقش‌هایی که آناهیت توپچیان در این سال‌ها بازی کرد، نقش پولینا در نمایشنامه قمارباز، بر اساس رمان فیودور میخاییلوویچ داستایفسکی؛ نقش النا آندریونا در نمایشنامه دایی وانیا، اثر آنتون چخوف؛ نقش واریا در نمایشنامه باغ آلبالو، اثر آنتون چخوف؛ نقش واسیلیسا در نمایشنامه در اعماق، اثر ماکسیم گورکی؛ اجرای نمایشنامه راه انسانی، اثر ژان کوکتو به زبان روسی در۱۹۷۷م و در اتحاد شوروی؛ نقش وَلانتین در نمایشنامه مسافر بی‌توشه، اثر ژان آنوی؛ نقش دوشیزه خانم در نمایشنامه والس گاوبازها، اثر ژان آنوی؛ نقش سوزی کورتوا در نمایشنامه زبرجد، اثر مارسل پانیول؛ نقش هلن در نمایشنامه جنگ تروا، اثر ژان ژیرودو؛ نقش مارت در نمایشنامه نان خانگی، اثر ژول رنار؛ نقش ژی‌ژی در نمایشنامه هتل ماژستیک، اثر ژرژ سیمنون؛ نقش الئونور در نمایشنامه آقای آمیلکار، اثر ایو ژامیاک؛ نقش آنا در نمایشنامه کارل و آنا، اثر لئونهارد فرانک؛ نقش مارت در نمایشنامه چرخش ناگهانی، اثر لئونهارد فرانک؛ نقش مادام باگراتیان در نمایشنامه چهل روز موسی داغ، بر اساس رمان فرانتس ورفل؛ اجرای نمایشنامه تک گفتاری بازی برای سطح بالای جامعه؛ بازی در نمایشنامه شاهد اتهام، اثر آگاتا کریستی؛ نقش دوشیزه مون در نمایشنامه فاجعه، اثر ج.ب. پریستلی؛ و نقش لیز در نمایشنامه جنایت‌های کوچولوی زناشویی، اثر اِ.اِ. اشمیت.
چنانچه در آغاز این نوشتار بدان اشاره شد، آناهیت توپچیان فعالیت‌های سینمایی درخشانی نیز داشت و در بیش از چهل فیلم، که در استودیوهای سینمایی و تلویزیونی شهرهای ایروان، مسکو، کیف، دوشنبه و لنینگراد (سن پترزبورگ)… فیلمبرداری شد، شرکت داشت.
پس از ۱۹۹۱م، آناهیت توپچیان در پاریس اقامت گزید. البته، هر سال دو تا سه ماه را در ایروان می‌گذراند. از ۱۹۹۱م به بعد اجراهای تئاتری متعددی در شهرهای مسکو، تفلیس، باکو، روستوف، سن‌پترزبورگ، ریگا، کیف و نیز در کشورهای لهستان، بلغارستان، قبرس، سوئیس، انگلستان، سوریه، لبنان، آلمان، ایالات متحده و فرانسه داشت.
در۱۹۹۱م در درام تک پرده‌ای ملکه پاراندزِم اثر آلکساندر توپچیان ظاهر شد، نمایشنامه‌ای که بیش از پنجاه اجرا در کشورهای فرانسه، ایالات متحده، قبرس، آلمان، سوریه، سوئیس و شهرهای پاریس، آوینیون، کان، گرنوبل، لیون، مارسی، نیس، ولانس، وین، کولونی، لس‌آنجلس، حلب، نیکوزیا و ژنو داشت و با استقبال قابل توجهی روبه‌رو شد.
در۲۰۰۰م درام تک پرده‌ای بانویی بدون خانه ثابت اثر آناهیت توپچیان در لس‌آنجلس (ایالات متحده) به روی صحنه رفت و در فاصله ۲۰۰۱–۲۰۰۶م در فرانسه، سوریه، لبنان، آلمان، ارمنستان، کانادا و قبرس اجراهای متعددی داشت.
در ۲۰۰۴م درام تک پرده‌ای دارالمجانین، اثر آناهیت توپچیان در آلمان و ارمنستان و در اکتبر و نوامبر ۲۰۰۶م نمایشنامه جنایت‌های کوچولوی زناشویی، اثر اریک امانوئل اشمیت در تئاتر آکادمی سوندوکیان شهر ایروان و با عنوان فصلی از تئاتر فرانسه در ارمنستان به روی صحنه رفت. در همین سال آناهیت توپچیان، شب‌های شعری را در شهرهای مختلف فرانسه اجرا کرد. آناهیت توپچیان از۱۹۹۲م به کار روزنامه‌نگاری پرداخته و با اندیشه روسی، هفته‌نامه مهاجران روس و مجله اخباری از ارمنستان همکاری می‌کند. از آن زمان تا کنون، مقاله‌ها، خبرها و داستان‌هایی از او در هفته‌نامه‌های ادبی فرانسه، بلژیک، کانادا، ایالات متحده، لبنان، روسیه و ارمنستان به چاپ رسیده است. آناهیت توپچیان در ۱۹۹۲م به دریافت جایزه تِکِیان مفتخر شد اما بیشتر کارهای ادبی او در پاریس شکل گرفته، گویا از نقطه‌ای دور بهتر توانسته سرزمین اجدادی خود را بنگرد و بدان بیندیشد. نخستین کارهای ادبی آناهیت توپچیان مجموعه‌ای از داستان‌های کوتاهی است که تا سال ۱۹۹۸م در روزنامه‌ها یا هفته‌نامه‌های ادبی نوشته و در همین سال در مجموعه داستانی با عنوان بانویی بدون خانه ثابت در ۱۹۲ صفحه و به زبان ارمنی در ایروان به چاپ می‌رساند. یک سال بعد در ۱۹۹۹م همان مجموعه بانویی بدون خانه ثابت به زبان روسی، در ۱۵۸ صفحه و در شهر ایروان به چاپ می‌رسد. به دلیل تسلط آناهیت توپچیان به زبان روسی، او این نسخه از اثر را مستقیماً به زبان روسی نوشته است. در ۲۰۰۸م مجموعه داستان‌های آینه به زبان ارمنی و در شهر ایروان منتشر می‌شود. در ۲۰۱۰م رمان گمگشته به زبان ارمنی و در شهر ایروان انتشار می‌یابد. انجمن نویسندگان ارمنستان جایزه بهترین رمان سال را به این کتاب اهدا می‌کند. در۲۰۱۲م بار دیگر رمان گمگشته به زبان‌های ارمنی و روسی در شماره‌های ۴ و ۵ مجله نشنال آیدیا ایروان به چاپ می‌رسد. در ۲۰۱۲م رمان دلهره به زبان ارمنی و در شهر ایروان به چاپ می‌رسد. نسخه روسی رمان‌های گمگشته و دلهره در۲۰۱۴م در شهر ایروان به چاپ می‌رسند. در ۲۰۱۹م نسخه فرانسوی مجموعه داستان‌های بانویی بدون خانه ثابت در ۲۴۰ صفحه در پاریس منتشر می‌شود. ضمناً در ۲۰۱۴م بر اساس داستان کوتاه «ماراتون» از مجموعه بانویی بدون خانه ثابت نمایشنامه‌ای در تئاتر داریوس میلهوی شهر پاریس به مدت چهار ماه از سپتامبر تا دسامبر به صحنه می‌رود.

## آثار
کارنامه آناهیت توپچیان در زمینه ترجمه نیز بوده و به شرح زیر است. این آثار از زبان فرانسه یا زبان روسی به زبان ارمنی یا از زبان ارمنی به زبان روسی برگردانده شده‌اند:
- ژوکاست، اثر میشل فابیان، ایروان:گارون، ۱۹۹۸م
- ایمپراتریس شارلوت و نمایش، اثر هربر مِیِر، ایروان:گارون، ۱۹۹۸م
- شارلوت، اثر لیلیان واترز، ایروان: لوساباتس، ۲۰۰۴م
- رنگ زنان، اثر ژاک اِنرار، ایروان: لوساباتس، ۲۰۰۵م
- جیرجیر و سر و صداهای دیگر، اثر پل اِمون، ایروان: لوساباتس، ۲۰۰۵م
- جنایت‌های کوچولوی زناشویی، اثر اریک امانوئل اشمیت، ایروان: لوساباتس، ۲۰۰۵م
- من، زن نفرین شده… یا زن بد زیسته، اثر سیلویان دوپویی، ایروان: لوساباتس، ۲۰۰۶م
- در بسته، اثر ژان پل سارتر، ایروان: لوساباتس، ۲۰۰۶م
- سقوط دوم، اثر سیلویان دوپویی، ایروان: لوساباتس، ۲۰۰۸م
- دوشیزه ژولی، اثر اگوست استریندبرگ، ایروان: لوساباتس، ۲۰۰۸م
- سقوط دوم، اثر سیلویان دوپویی، ایروان: لوساباتس، ۲۰۱۰م (به زبان روسی)
- «بانک عثمانی»، اثر آلکساندر توپچیان، مجله ادبی لیتراتورنایا آرمینیا (۸۳)، ش ۳ و ۴، ایروان، ۲۰۱۰م (به زبان روسی)
- اشغال بانک عثمانی، اثر آلکساندر توپچیان، مسکو: اونی پرس(۸۴) ،۲۰۱۲م (به زبان روسی)
- و حتی پس از مرگ(۸۵)، اثر آلکساندر توپچیان، مسکو: اونی پرس، ۲۰۲۰م (به زبان روسی)
- هیولا (۸۶)(نمایشنامه)، اثر آگوتا کریستوف، ایروان: لوساباتس، ۲۰۱۶م
- سراب(۸۸) (نمایشنامه)، اثر ژرژ رودنباخ، ایروان: لوساباتس، ۲۰۱۷م
- سه‌گانه(۹۰) (دفتر بزرگ، برهان، سومین دروغ)، سه رمان به ارمنی، اثر آگوتا کریستوف، ایروان: لوساباتس، ۲۰۱۸.
- قلب من در کوهساران